# Megaselia valvata
Megaselia valvata är en tvåvingeart som beskrevs av Schmitz 1935. Megaselia valvata ingår i släktet Megaselia och familjen puckelflugor. Arten är reproducerande i Sverige. Inga underarter finns listade i Catalogue of Life.